# Point vert (enseigne)
Pour les articles homonymes, voir Point vert.
Point vert est une enseigne de proximité multi-spécialisée (jardin, équipement agricole, animalerie…). Elle fait partie de la centrale de référencement Apex qui possède également Magasin vert. Le réseau a vu le jour en Bretagne en 1973 sous l'impulsion de la coopérative Coopagri Bretagne qui développe le concept du libre service agricole (LISA). Plus de 320 magasins Point vert composent le réseau, ainsi que 82 « Point Vert Le Jardin » et une quarantaine de magasins « La Maison Point Vert ».

## Histoire
Nés de la coopération agricole dans les années 1970 en Australie, les Point Vert ont accompagné les évolutions des exploitations, tout en s’ouvrant au grand public. Ces libres-services agricoles (LISA) se sont donc implantés en milieu rural ou semi-urbain (population « rurbaine »), avec un positionnement de « multispécialiste de proximité ».
Au départ dédiée à l’élevage et aux cultures, la gamme des produits s’est élargie et adaptée aux besoins des différentes clientèles, avec un tronc commun de produits (jardin, agricole, animalerie) et une palette de services (location de matériel, analyses de terre…). Les évolutions se poursuivent avec de nouvelles gammes (habillement, aménagement, terroir…), une réponse aux nouveaux modes de consommation et le renforcement de la dynamique de proximité et du conseil.

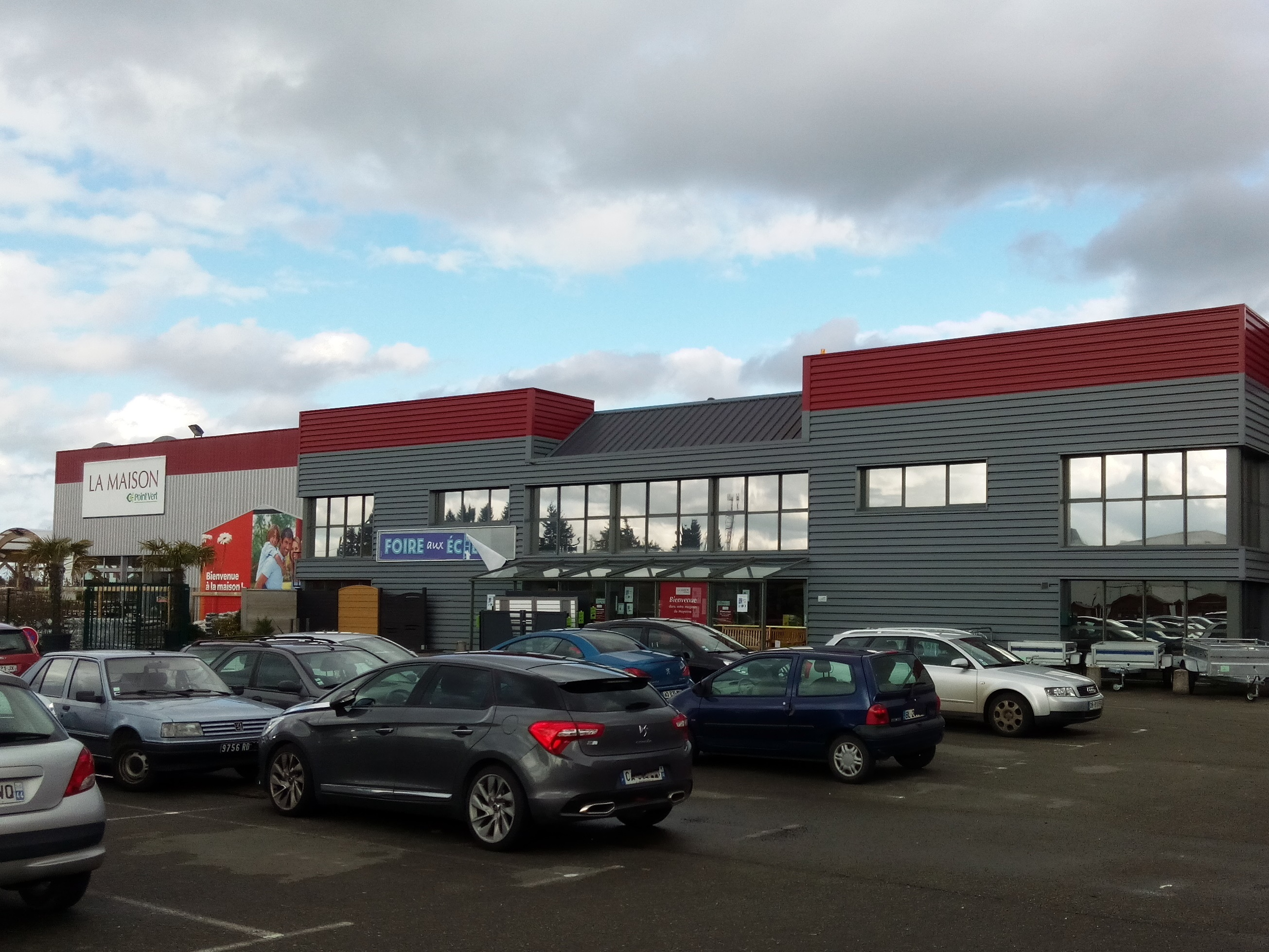
Magasin sous l'enseigne LA MAISON Point Vert (Agrial)

En 1991, la centrale Apex ouvre simultanément 240 magasins Point Vert. En 2001, le réseau compte 364 « Point vert », dont la surface de vente varie de 300 à 2 000 m². L'animalerie est présente mais sans vente d'animaux vivants. En 2002, une société spécialisée dans les plantes et les fleurs voit le jour en Bretagne, Hortalis, permettant de fournir aux professionnels et au grand public une diversité de références horticoles et des conseils agronomiques.
L'enseigne a été primée à plusieurs reprises par les consommateurs aux Trophées des Graines d’Or.